# Interstate 74
I-74 eller Interstate 74 är en amerikansk väg, Interstate Highway, i Iowa, Illinois, Indiana, Ohio och North Carolina.